# 앤서니 앤더슨
앤서니 앤더슨(Anthony Anderson, 1970년 8월 15일 ~ )은 미국의 배우이다.

## 출연 작품
- 크레이블2 : 그레이브
- 캥거루 잭
- 트랜스포머
- 페르디난드
- 스몰 타운 크라임